# ورزشگاه انقلاب نیشابور
ورزشگاه انقلاب نیشابور یک مجموعهٔ سرپوشیده ورزشی در شهر نیشابور است که به عنوان بزرگترین سالن ورزشی سرپوشیده استان خراسان رضوی مطرح می‌شود. بخش سرپوشیده این مجتمع با گنجایش ۴ هزار نفر در سال  ۱۳۸۵ افتتاح شده است.